# 布赖滕费尔德
布赖滕费尔德是德国石勒苏益格－荷尔斯泰因州勞恩堡縣的一个市镇。总面积12.54平方公里，总人口1819人，其中男性925人，女性894人（2011年12月31日），人口密度145人/平方公里。